# Liar Game
Liar Game (ライアーゲーム?) è un dorama giapponese, basato sull'omonimo manga scritto e illustrato da Shinobu Kaitani dal 2005.
La serie televisiva consta di due stagioni, la prima in 10 puntate più uno special, mandati in onda nel 2007, mentre la seconda in 9 puntate nel 2009, ed entrambi prodotti e trasmessi da Fuji TV. Concludono la storia due pellicole cinematografiche, Liar Game - The Final Stage e Liar Game: Reborn con gli stessi attori.
Nel 2014, il manga è stato adattato in un drama coreano dal medesimo titolo, con Kim So-eun nel ruolo della protagonista.

## Trama
Nao Kanzaki è una graziosa studentessa universitaria famosa per la sua ingenuità ed onestà assoluta. Un giorno, riceve per posta l'invito a partecipare al torneo denominato "Liar Game", e una scatola con all'interno 100 milioni di yen (circa un milione di euro). Obiettivo primario del primo turno di gioco è quello di riuscire ad ingannare l'avversario cercando di portargli via i soldi: chi vince guadagna la somma di denaro, chi perde dovrà restituirla alla società organizzatrice del gioco, la LGT allo scadere del trentesimo giorno, con qualsiasi mezzo ed a tutti i costi. Spaventata dall'idea di dover custodire una tale cifra, Nao si rivolge ad un avvocato, che però le spiega di non poterla aiutare, non avendo lei subito alcun torto; le consiglia però di chiedere aiuto a Shinichi Akiyama, un genio della truffa appena uscito di prigione per aver truffato e mandato in bancarotta una grande società multisettore.
La ragazza si sente sollevata quando le viene recapitata la seconda cartolina che le comunica il nome del suo avversario: Kazuo Fujisawa, suo ex-insegnante delle medie, che fu particolarmente premuroso con lei e con suo padre, che a quel tempo cominciava la sua lunga battaglia con la malattia. A causa della sua ingenuità, Nao gli consegna i suoi 100 milioni perché li tenga al sicuro, venendo però raggirata e ritrovandosi in debito con la LGT. Resasi conto di non essere in grado di ottenere la restituzione del denaro, Nao decide di contattare Shinichi, il quale cerca di liberarsi di lei, convincendola ad aspettarlo in una zona malfamata della città per ore, facile preda di alcuni teppisti dai quali però la salverà. A questo punto, Shinichi deciderà di ascoltare la storia di Nao e comincia ad aiutarla per recuperare i soldi.

## Personaggi

### Giocatori
- Nao Kanzaki, interpretata da Erika Toda
Diciotto anni, onesta ed ingenua studentessa del college.
- Shinichi Akiyama, interpretato da Shōta Matsuda
Ventisei anni, ex-detenuto, genio della truffa, ha mandato in bancarotta la MLM Company.
- Kazuo Fujisawa, interpretato da Soichiro Kitamura
Ex-insegnante di scuola media e sensei di Nao, in pensione.
- Koichi Eto, interpretato da Soko Wada
- Rie Ishida, interpretata da Mayuko Iwasa
- Wataru Ono, interpretato da Makoto Sakamoto
Lavora in un negozio di pesce fritto.
- Yasufumi Tsuchida, interpretato da Yoshiyuki Morishita
- Tomoyuki Makita, interpretato da Shingo Ippongi
Cinquantasei anni, presidente di un piccolo negozio.
- Noriyuki Kida, interpretato da Hiroo Otaka
Quarantotto anni, impiegato alla Business Company.
- Yoshimi Takamura, interpretata da Yuki Umishima
Ventinove anni, casalinga.
- Kenta Sajima, interpretato da Yoshio Doi
Trentaquattro anni, attore.
- Hiromi Aso, interpretata da Sachiko Nakagome
Ventinove anni, autista di camion.
- Kenya Okano, interpretato da Masayuki Izumi
- Keigo Kinoshita, interpretato da Hajime Aoki
- Chisato Kawamura, interpretata da Fumiko Mizuta
Ventidue anni, modella.
- Keiko Nozoe, interpretata da Akiko Hatakeyama
Quarant'anni, casalinga.
- Yuji Sugawara, interpretato da Naoki Yukishima
- Takahiko Nishino, interpretato da Mitsunari Sakamoto
Commesso in un negozio di fiori.
- Harumi Kayama, interpretata da Kinako Kobayashi
Ventisei anni, cameriera in un ristorante.
- Tetsuo Hanayama, interpretato da Yuki Baba
Ventinove anni, vice-direttore di un'emittente TV.
- Jun Iimura, interpretata da Tamao Yoshimura
Trentun'anni, casalinga.
- Kazuko Nakaya, interpretata da Hitomi Kitahara
Ventun'anni, studentessa del college.
- Yuji Fukunaga, interpretato da Kōsuke Suzuki
- Yokoya, interpretato da Kazuma Suzuki
Collegato alla società MLM Company che ha fatto bancarotta per colpa di Akiyama.
- Michiko Takada, interpretata da Hiroko Taguchi

### Altri personaggi
- Solario, interpretato da Shigeo Kiyama
Produttore principale del "Liar Game".
- Commerciante, interpretata da Ryoko Yuui
- Eri, interpretata da Michiko Kichise
Coordinatrice del "Liar Game".
- Mitsuo Tanimura, interpretato da Ikkei Watanabe
Un uomo con un dente d'oro proveniente dalla stessa città di Nao.